# Charentay
Charentay est une commune française située dans le département du Rhône, en région Auvergne-Rhône-Alpes.

## Géographie
Village de plaine, Charentay est situé à 50 km de Lyon et 20 km de Mâcon.

### Agriculture
À mi-plaine, mi-coteau, le village est à la fois tourné vers les pentes du Beaujolais avec une production de vins AOC « brouilly » et « beaujolais », mais aussi vers la culture céréalière.

### Climat
Pour des articles plus généraux, voir Climat d'Auvergne-Rhône-Alpes et Climat du Rhône.
En 2010, le climat de la commune est de type climat océanique dégradé des plaines du Centre et du Nord, selon une étude du Centre national de la recherche scientifique s'appuyant sur une série de données couvrant la période 1971-2000. En 2020, Météo-France publie une typologie des climats de la France métropolitaine dans laquelle la commune est exposée à un climat de montagne ou de marges de montagne et est dans une zone de transition entre les régions climatiques « Bourgogne, vallée de la Saône » et « Nord-est du Massif Central ». 
Pour la période 1971-2000, la température annuelle moyenne est de 11,5 °C, avec une amplitude thermique annuelle de 17,8 °C. Le cumul annuel moyen de précipitations est de 770 mm, avec 9,4 jours de précipitations en janvier et 6,8 jours en juillet. Pour la période 1991-2020, la température moyenne annuelle observée sur la station météorologique de Météo-France la plus proche, « St-Georges-Reneins », sur la commune de Saint-Georges-de-Reneins à 4 km à vol d'oiseau, est de 12,2 °C et le cumul annuel moyen de précipitations est de 723,2 mm,. Pour l'avenir, les paramètres climatiques de la commune estimés pour 2050 selon différents scénarios d'émission de gaz à effet de serre sont consultables sur un site dédié publié par Météo-France en novembre 2022.

## Urbanisme

### Typologie
Au 1er janvier 2024, Charentay est catégorisée bourg rural, selon la nouvelle grille communale de densité à sept niveaux définie par l'Insee en 2022.
Elle est située hors unité urbaine et hors attraction des villes,.

### Occupation des sols
L'occupation des sols de la commune, telle qu'elle ressort de la base de données européenne d’occupation biophysique des sols Corine Land Cover (CLC), est marquée par l'importance des territoires agricoles (97,7 % en 2018), une proportion identique à celle de 1990 (97,7 %). La répartition détaillée en 2018 est la suivante : 
terres arables (35,1 %), cultures permanentes (33,2 %), prairies (18,3 %), zones agricoles hétérogènes (11,1 %), zones urbanisées (2,3 %). L'évolution de l’occupation des sols de la commune et de ses infrastructures peut être observée sur les différentes représentations cartographiques du territoire : la carte de Cassini (XVIIIe siècle), la carte d'état-major (1820-1866) et les cartes ou photos aériennes de l'IGN pour la période actuelle (1950 à aujourd'hui).

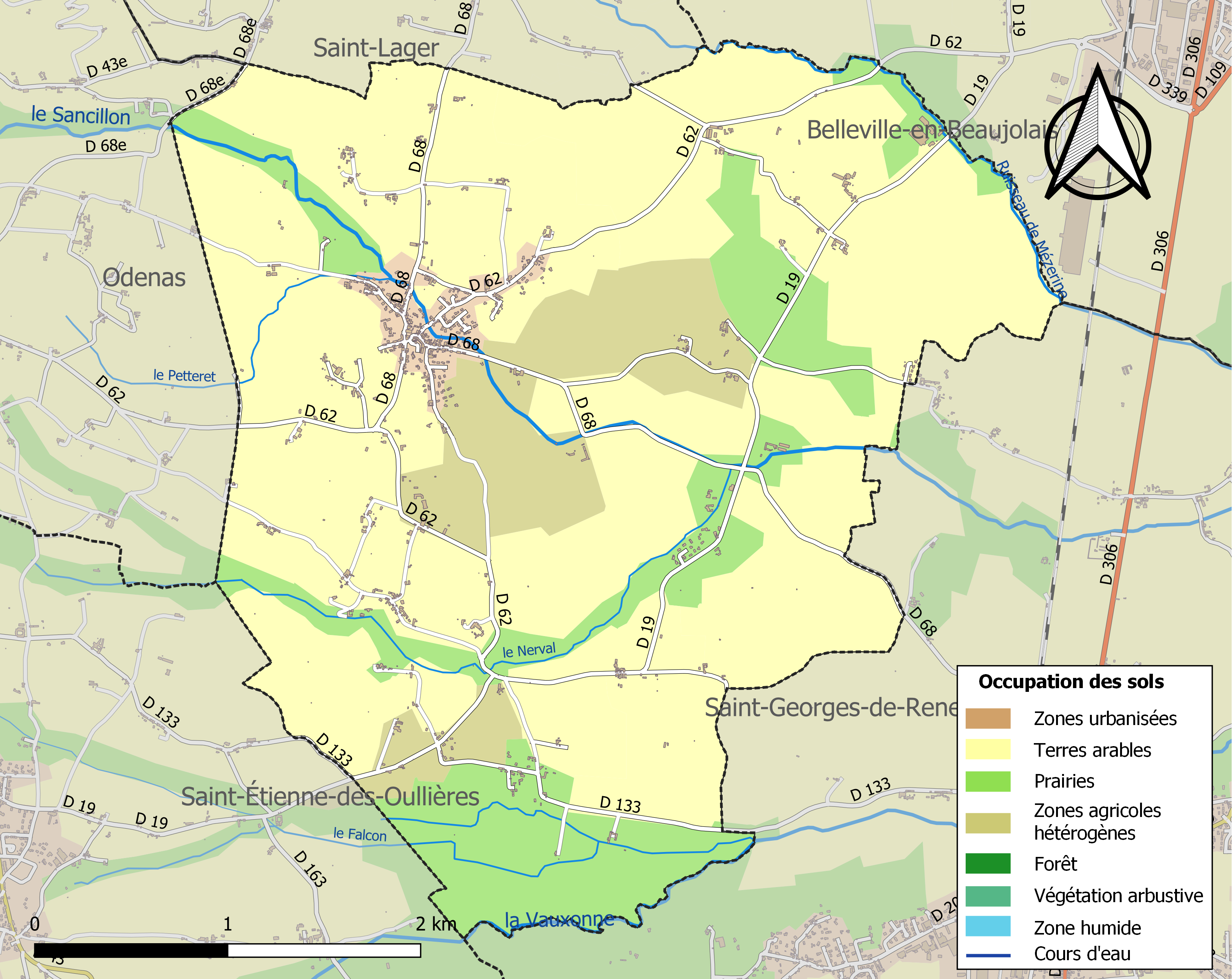
Carte des infrastructures et de l'occupation des sols de la commune en 2018 (CLC).

## Toponymie
Le nom proviendrait du mot celtique « carentos » qui signifie amitié[réf. nécessaire].

## Héraldique

De gueules à trois bandes d'argent, au chef d'or chargé d'un lambel à cinq pendants d'azur.

## Histoire
Le château d'Arginy, datant du XIIIe siècle, mais remanié au XVe siècle, aurait abrité quelques nobles templiers.

## Politique et administration

### Administration municipale
| Période                                  | Période  | Identité                       | Étiquette | Qualité                                    |
| ---------------------------------------- | -------- | ------------------------------ | --------- | ------------------------------------------ |
| 1791                                     | 1793     | Le Chevalier de Monspey        |           |                                            |
| 1793                                     | 1808     | Meunier                        |           |                                            |
| 1808                                     | 1815     | Jean-Baptiste Noyel de Sermezy |           |                                            |
| 1815                                     | 1816     | Antoine Carrichon              |           |                                            |
| 1816                                     | 1823     | François Perret                |           |                                            |
| 1823                                     | 1830     | Jean-Baptiste Noyel de Sermezy |           |                                            |
| 1830                                     | 1835     | Claude Laputte                 |           |                                            |
| 1835                                     | 1843     | Jean-Marie Laligant            |           |                                            |
| 1843                                     | 1846     | Joseph Permezel                |           | Conseiller général du Canton de Belleville |
| 1846                                     | 1847     | Claude Plattard, Adjoint       |           |                                            |
| 1847                                     | 1865     | Jean Penet                     |           |                                            |
| 1865                                     | 1874     | Benoît Penet                   |           |                                            |
| 1874                                     | 1879     | Étienne-Roger Portier          |           |                                            |
| 1879                                     | 1882     | Jean-Charles Crotte            |           |                                            |
| 1882                                     | 1892     | Raymond Dojat                  |           |                                            |
| 1892                                     | 1896     | Émile Chanard                  |           |                                            |
| 1896                                     | 1903     | Jean Dutraive                  |           |                                            |
| 1903                                     | 1904     | Paul Sauzet                    |           |                                            |
| 1904                                     | 1908     | Eugène Gonin                   |           |                                            |
| 1908                                     | 1910     | Benoît Auray                   |           |                                            |
| 1910                                     | 1965     | Claude Vincent                 |           |                                            |
| 1965                                     | 1977     | Jean Vincent                   |           |                                            |
| 1977                                     | 1989     | Louis Jaffre                   |           |                                            |
| 1989                                     | 2001     | Anthelme Pégaz                 |           |                                            |
| 2001                                     | 2014     | Luc Appercel                   |           |                                            |
| 2014                                     | 2019     | Yves Bertrand                  |           |                                            |
| 2019                                     | 2020     | Bernard Jaffre                 |           |                                            |
| 2020                                     | En cours | Evelyne Jomard                 |           |                                            |
| Les données manquantes sont à compléter. |          |                                |           |                                            |

### Intercommunalité
La commune fait partie de la communauté de communes Saône Beaujolais.

## Population et société

### Démographie
L'évolution du nombre d'habitants est connue à travers les recensements de la population effectués dans la commune depuis 1793. Pour les communes de moins de 10 000 habitants, une enquête de recensement portant sur toute la population est réalisée tous les cinq ans, les populations de référence des années intermédiaires étant quant à elles estimées par interpolation ou extrapolation. Pour la commune, le premier recensement exhaustif entrant dans le cadre du nouveau dispositif a été réalisé en 2007.

En 2022, la commune comptait 1 269 habitants, en évolution de +2,34 % par rapport à 2016 (Rhône : +3,93 %, France hors Mayotte : +2,11 %).
| 1793 | 1800 | 1806 | 1821 | 1831 | 1836 | 1841 | 1846  | 1851  |
| ---- | ---- | ---- | ---- | ---- | ---- | ---- | ----- | ----- |
| 736  | 916  | 754  | 905  | 930  | 964  | 970  | 1 020 | 1 025 |

| 1856 | 1861 | 1866 | 1872  | 1876 | 1881 | 1886 | 1891 | 1896 |
| ---- | ---- | ---- | ----- | ---- | ---- | ---- | ---- | ---- |
| 974  | 936  | 996  | 1 021 | 965  | 885  | 847  | 817  | 922  |

| 1901 | 1906  | 1911 | 1921 | 1926 | 1931 | 1936 | 1946 | 1954 |
| ---- | ----- | ---- | ---- | ---- | ---- | ---- | ---- | ---- |
| 979  | 1 028 | 941  | 774  | 715  | 762  | 786  | 696  | 697  |

| 1962 | 1968 | 1975 | 1982 | 1990 | 1999 | 2006  | 2007  | 2012  |
| ---- | ---- | ---- | ---- | ---- | ---- | ----- | ----- | ----- |
| 768  | 689  | 705  | 743  | 869  | 993  | 1 053 | 1 061 | 1 198 |

| 2017  | 2022  | - | - | - | - | - | - | - |
| ----- | ----- | - | - | - | - | - | - | - |
| 1 240 | 1 269 | - | - | - | - | - | - | - |

### Enseignement
Charentay a une petite école qui compte 130 élèves.

### Manifestations culturelles et festivités
Les conscrits sont fêtés chaque année à Charentay.

### Sports
Charentay compte un club de foot ainsi qu'un club de boules lyonnaises.

## Lieux et monuments
- Des maisons anciennes, de belles fermes aux portes voûtées.
- Le château d'Arginy, datant du XIIIe siècle, remanié au XVe siècle, comprend des douves, un portail monumental aux armes des Camus et une tour ronde en brique dite des « Huit Béatitudes ».
- Le château de Sermezy, construit au XVIIIe siècle et restauré au XXe siècle, présente de beaux jardins aux bassins ornés de sculptures.
- La tour de la Belle-Mère présente une architecture originale du XIXe siècle.
- L'ancien lavoir, don de Mme Portier-Desvignes en 1859, respecte les dernières volontés de son époux puisqu'il a été déclaré le 13 mai 1860 par le conseil municipal « devoir être essentiellement et à toujours à l'usage du public qui en jouira gratuitement ». Rénové en 2000, il continue d'offrir en permanence de l'eau à la population de Charentay et à ses vignerons pour leurs traitements.
- L'église Saint-Martin a été fondée par Béraud, sire de Beaujeu vers 1052.
- Le château de la Brasse[17], route de Saint-Lager, élevée au XIXe siècle, appartint à Jean-Jules Cuchet, industriel à Aubenas (Ardèche). Il est ensuite transmis à la famille Baboin par le mariage de sa fille Jeanne Cuchet avec le soyeux lyonnais Amédée Baboin, puis à leur fils René Baboin, ingénieur, marié avec Emilie Ferlé (industriels de Roubaix).

## Personnalités liées à la commune
- Émile Bender (1871-1953), homme politique.
- Claude Sigaud (1862-1921), médecin.
- Henri Bertrand (1927 - 1989), coureur cycliste, est né dans la commune.